# Kornelia Stawicka
Kornelia Halina Stawicka (ur. 4 kwietnia 1973 w Tczewie) – polska pływaczka, nauczycielka języka angielskiego, olimpijka z Seulu 1988.
Zawodniczka specjalizująca się w stylu klasycznym.
Jako juniorka zajęła 4. miejsce w wyścigu na 200 m stylem klasycznym.
Wielokrotna rekordzistka Polski i medalistka mistrzostw Polski.
Na igrzyskach w Seulu wystartowała w wyścigach w stylu klasycznym na 100 metrów zajmując 31. miejsce oraz 200 metrów zajmując 21. miejsce.